# Lyssomanes janauari
Lyssomanes janauari là một loài nhện trong họ Salticidae.
Loài này thuộc chi Lyssomanes. Lyssomanes janauari được Dmitri Viktorovich Logunov & Yuri M. Marusik miêu tả năm 2003.